# Clinckhoeff (sneltramhalte)
Clinckhoeff is een van de haltes van de Utrechtse sneltram en is gelegen in de stad IJsselstein in de wijk IJsselveld. Tramlijn 21 tussen Utrecht Centraal en IJsselstein-Zuid stopt langs de perrons. De halte is gelegen nabij het winkelcentrum De Clinckhoeff en de sporthal IJsselhal.
In februari 2005 en in de zomer van 2020 zijn enkele haltes van deze tram gerenoveerd, zo ook halte Clinckhoeff.
Deze sneltramhalte ligt op 300 meter van de sneltramhalte Hooghe Waerd.
P+R Science Park · WKZ/Máxima · UMC Utrecht · Heidelberglaan · Padualaan · De Kromme Rijn · Stadion Galgenwaard · Station Utrecht Vaartsche Rijn · CS Centrumzijde · CS Jaarbeursplein · Graadt van Roggenweg · 24 Oktoberplein-Zuid · Winkelcentrum Kanaleneiland · Vasco da Gamalaan · Kanaleneiland Zuid · P+R Westraven · Zuilenstein · Batau-Noord · Wijkersloot · Nieuwegein City · St. Antonius Ziekenhuis · Doorslag · Hooghe Waerd · Clinckhoeff · Eiteren · Achterveld · Binnenstad · IJsselstein-Zuid